# سفیر ایالات متحده آمریکا در بریتانیا
سفیر ایالات متحده آمریکا در بریتانیا (انگلیسی: United States Ambassador to the United Kingdom) نماینده دولت ایالات متحده آمریکا در بریتانیای کبیر است.

## وزیران تام‌الاختیار به دربار سنت جیمز ۱۷۸۵–۱۸۱۱
- جان آدامز (۱۷۸۸–۱۷۸۵)
- روفوس کینگ (۱۸۰۳–۱۷۹۶)
- جیمز مونرو (۱۸۰۷–۱۸۰۳)
- ویلیام پینکنی (۱۸۱۱–۱۸۰۸)

## فرستادگان فوق‌العاده و وزیران تام‌الاختیار به دربار سنت جیمز ۱۸۱۵–۱۸۹۳
- جان کوئینسی آدامز (۱۸۱۷–۱۸۱۵)
- روفوس کینگ (۱۸۲۶–۱۸۲۵)
- آلبرت گالتین (۱۸۲۷–۱۸۲۶)
- جیمز باربر (۱۸۲۹–۱۸۲۸)
- لویی مک‌لین (۱۸۳۱–۱۸۲۹)
- مارتین ون بورن (۱۸۳۲–۱۸۳۱)
- ۱۸۳۲ تا ۱۸۳۶
- ادوارد اورت (۱۸۴۵–۱۸۴۱)
- لویی مک‌لین (۱۸۴۶–۱۸۴۵)
- جیمز بیوکنن (۱۸۵۶–۱۸۵۳)
- جورج ام. دالاس (۱۸۶۱–۱۸۵۶)
- روردی جانسون (۱۸۶۹–۱۸۶۸)
- جیمز راسل لوول (۱۸۸۵–۱۸۸۰)
- رابرت تاد لینکلن (۱۸۹۳–۱۸۸۹)

## سفیران فوق‌العاده و تام‌الاختیار به دربارهٔ سنت جیمز ۱۸۹۳-تاکنون
- توماس اف. بیرد سینیور (۱۸۹۷–۱۸۹۳)
- جان هی (۱۸۹۸–۱۸۹۷)
- فرانک بی. کلاگ (۱۹۲۵–۱۹۲۴)
- چارلز گیتس دویز (۱۹۳۱–۱۹۲۹)
- اندرو دابلیو. ملون (۱۹۳۳–۱۹۳۲)
- آورل هریمن (۱۹۴۶)
- آن آرمسترانگ (۱۹۷۷–۱۹۷۶)
- فیلیپ لادر (۲۰۰۱–۱۹۹۷)

## سفرای که دیرتر رئیس جمهوران ایالات متحده آمریکا شدند
- جان آدامز (۱۷۸۸–۱۷۸۵)
- جیمز مونرو (۱۸۰۷–۱۸۰۳)
- جان کوئینسی آدامز (۱۸۱۷–۱۸۱۵)
- مارتین ون بورن (۱۸۳۲–۱۸۳۱)
- جیمز بیوکنن (۱۸۵۶–۱۸۵۳)